# Colette Pujol
 Colette Pujol  (* 5. Juli 1913 in São Paulo, Brasilien; † 9. Juli 1999 in São Paulo) war eine brasilianische Malerin, Zeichnerin und Lehrerin.

## Leben und Werk
Pujol war die Tochter des Architekten Hipólito Gustavo Pujol und begann 1925 in Paris bei Georges Pavec zu malen. Von 1937 bis 1942 studierte sie in São Paulo bei Lucília Fraga (1895–1979) Zeichnen und bei Antonio Rocco (1880–1944) Malen. 1942 war sie Schülerin an der Escola de Belas Artes da Bahia in Salvador bei Presciliano Silva (1883–1965) und 1945 unterrichtete sie Zeichnen und Malen an der Escola de Belas Artes de São Paulo, heute das Centro Universitário Belas Artes de São Paulo. Von 1946 bis 1947 beendete sie mit einem Stipendium der französischen Regierung ihre Kunststudien in Paris an der École des Beaux Arts und der Académie Julian. Sie war Schülerin von Emmanuel Fougerat, Lucien Jonas und Désirée Lucas.
Pujol kehrte 1949 nach Brasilien zurück und unterrichtete Zeichnen und Malen. 1959 wurde sie Kunstlehrerin in der Associação Paulista de Belas Artes in São Paulo.

## Einzelausstellungen (Auswahl)
- 1944: Galeria Itá, São Paulo
- 1946: Galeria Itá, São Paulo
- 1949: Palace Hotel, Rio de Janeiro
- 1951: Galeria Rio Branco, São Paulo
- 1967: Galeria F. Domingo, São Paulo
- 1975: Itaugaleria, São Paulo
- 1995: Hilton Hotel, São Paulo